# Штайнхаген (Вестфалия)
Штайнхаген (нем. Steinhagen) — община в Германии, в земле Северный Рейн-Вестфалия.
Подчиняется административному округу Детмольд. Входит в состав района Гютерсло. Население составляет 19 936 человек (на 2009 года). Занимает площадь 56,18 км².
Коммуна подразделяется на 3 сельских округа.